# Porrorhachis
Porrorhachis är ett släkte av orkidéer. Porrorhachis ingår i familjen orkidéer.
Kladogram enligt Catalogue of Life:
| Porrorhachis | \| \| Porrorhachis galbina \| \| \| \| \| \| Porrorhachis macrosepala \| \| \| \| |
|              | \| \| Porrorhachis galbina \| \| \| \| \| \| Porrorhachis macrosepala \| \| \| \| |
|              | Porrorhachis galbina                                                              |
|              |                                                                                   |
|              | Porrorhachis macrosepala                                                          |
|              |                                                                                   |